# Schabbaba
Schabbaba, asch-schabbāba, auch shabbābah, şebbabe, schebāb, shbiba (arabisch), ist eine in der arabischen Volksmusik gespielte Längsflöte mit geradem Ende oder seltener eine Kerbflöte. Das schlanke Spielrohr aus Holz, verholztem Schilfrohr, Metall oder Kunststoff besitzt typischerweise sechs Fingerlöcher und ein Daumenloch. Die unterschiedlichen Varianten der schabbāba werden meist von jungen Amateuren, traditionell von Hirten, zur Unterhaltung geblasen und kommen in Jordanien, Syrien, Palästina, Ägypten, im Irak sowie bei Beduinen in Nordafrika vor. Der Tonumfang ist geringer als bei der in den klassischen Musikstilen der Region gespielten nāy, wobei nāy daneben als Oberbegriff für die orientalischen offenen Längsflöten gebraucht wird. Orientalische Kerbflöten werden auch māsūl genannt.
Die Jesiden verehren die schebāb als heiliges Musikinstrument, das zusammen mit der Rahmentrommel duff religiöse Zeremonien begleitet.

## Herkunft und Verbreitung

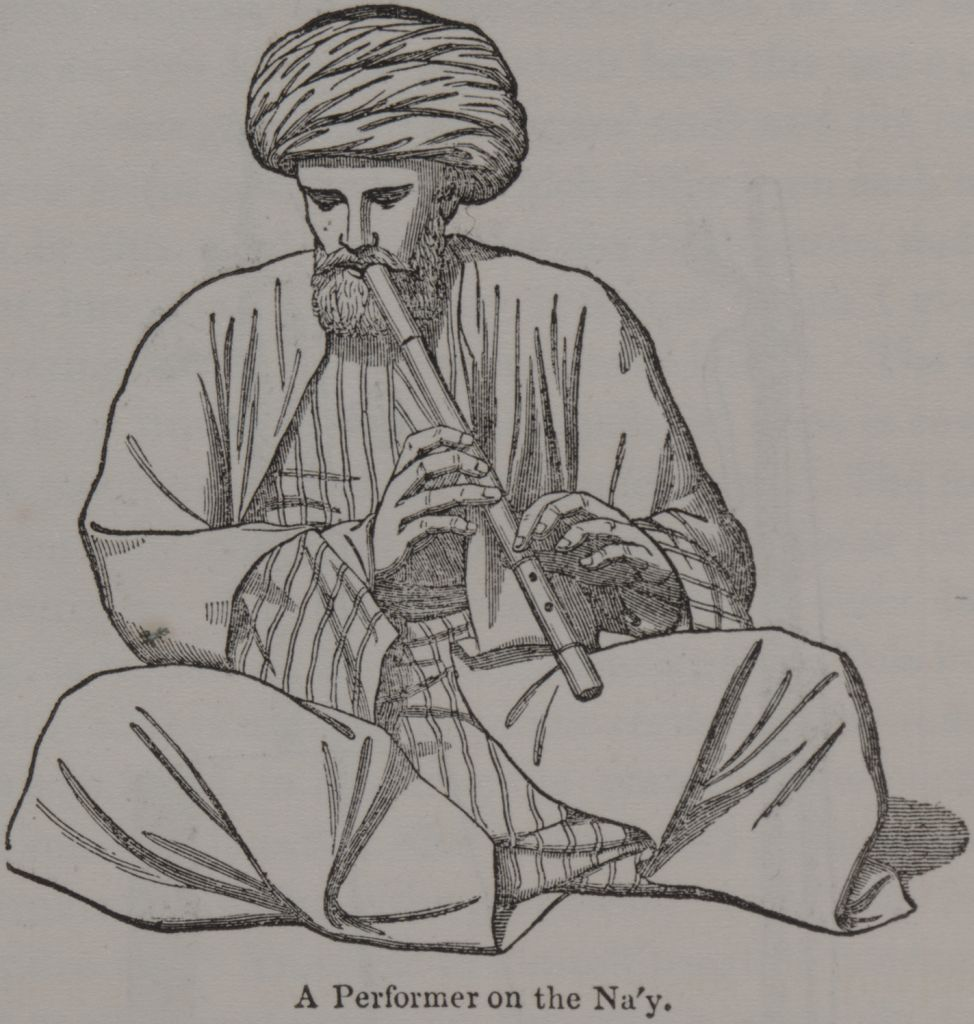
Schräge Spielhaltung der arabischen Endkantenflöte nāy. Abbildung in: Edward William Lane: An Account of the Manners and Customs of the Modern Egyptians. London 1836

Abgesehen von altsteinzeitlichen Knochenflöten ist der älteste Flötenfund eine sumerische Silberflöte aus Ur in Mesopotamien, die auf 2450 v. Chr. datiert wird. Flöten im Alten Ägypten sind seit prädynastischer Zeit (4. Jahrtausend v. Chr.) abgebildet. Von besonderer Bedeutung für die Herkunft der Längsflöte ist eine im Ashmolean Museum in Oxford aufbewahrte Prunkpalette aus Hierakonpolis, die um 3000 v. Chr. entstand und einen Flöte spielenden Fuchs oder Schakal zeigt. Eine schräg gehaltene Längsflöte von etwa einem Meter Länge, die auf Reliefs aus dem Alten Reich (3. Jahrtausend v. Chr.) dargestellt ist, war offenbar ein Teil des Orchesters. Erhaltene Flöten ab dem Mittleren Reich sind zwischen unter 50 Zentimeter und etwa einem Meter lang.
Der am weitesten verbreitete Sammelbegriff für an beiden Enden offene Längsflöten im Nahen und Mittleren Osten ist arabisch-persisch nāy (nai, ney, „Rohr“), entsprechend türkisch ney. Namensverwandte Längsflöten, die stets aus einem langen, schlanken Rohr bestehen, kommen bis in den Süden Pakistans vor (narh und nel). Eine alte arabische Bezeichnung für eine längsgeblasene Flöte in frühislamischer Zeit lautet qasāba (al-qussāba); hierauf geht der heutige Name gasba für eine in Nordafrika gespielte Rohrflöte zurück. Die gasba ist eine im Maghreb verbreitete Längsflöte und in der Westsahara ausnahmsweise eine Querflöte. Weitere alte Flötennamen waren und sind as-suffāra und in späterer Zeit al-ghaba und an-naqīb. Verschiedene kleine Flöten hießen persisch pīscha und berberisch dschuwāq. In der arabischen Volksmusik werden allgemein kleine Flöten sibs genannt, wobei es primär auf die hohen Töne des Instruments ankommt und mit sibs in Ägypten im Orchester auch kleine, hoch tönende Rohrblattinstrumente gemeint sein können. Der Name sibs steht also für den Verwendungszweck eines Musikinstruments und weniger für eine bestimmte Form. Eine entsprechend auf die musikalische Verwendung gerichtete Namensgebung kommt auch bei anderen Instrumenten vor; im Fall von schabbāba und nāy wird im Wesentlichen eine Hirtenflöte von einer Konzertflöte unterschieden.
Zur Zeit der Abbasiden wurden unter anderem die Flöten nāy, schabbāba, qasaba und saffāra erwähnt, ferner die Panflöte armūnīqī, die Rohrblattinstrumente mizmar (zamr), surnā(y), zummara, zulāmī und mausūl sowie die Blechblasinstrumente būq und nafīr. Der persische Geograph Ibn Chordadhbeh (um 820 – um 912) führt die Musikinstrumente auf ihren (aus heutiger Sicht mythischen) Ursprung zurück, etwa die Trommel (tabl) und die Rahmentrommel (duff, hebräisch tof) auf die biblische Figur Lamech und die Flöte (saffāra) auf die Kurden. Später hätten Ibn Chordadhbeh zufolge die Perser das Schilfrohr zur Herstellung von Blasinstrumenten (allgemein nāy) entdeckt. Eine ägyptische Miniatur aus dem 14. Jahrhundert im Kitāb Kaschf al-humūm („Buch der bedeutenden Entdeckungen“) zeigt einen Flötenspieler mit der Rohrflöte schabbāba. Dort heißt es, die Flöte habe im Altertum minghāra geheißen und am Hof würden gelegentlich entsprechende Flöten aus Gold und Silber gespielt.
Im 9. Jahrhundert ersetzten die Araber die qasaba durch die persische nāy, nur im Maghreb wurde sie weiterhin verwendet. Dort wird bis heute eine 60 bis 70 Zentimeter lange Endkantenflöte mit fünf bis sechs Löchern qasaba genannt. In Syrien heißt eine Schnabelflöte qasaba und im Jemen eine Längsflöte abgeleitet qasba.
Schabbāba ist vom Wort schabbāb, „Jugend“, „Jugendzeit“, abgeleitet und verbindet die Vorstellung von Jugendlichkeit mit einem Musikinstrument, das traditionell hauptsächlich von jungen Schäfern gespielt wurde. Darin ist die Vorstellung enthalten, dass Flötenklänge der menschlichen Stimme am nächsten kommen und mit dem Spiel der schabbāba die überschwänglichen Gefühle jugendlicher Liebhaber zum Ausdruck gebracht werden.

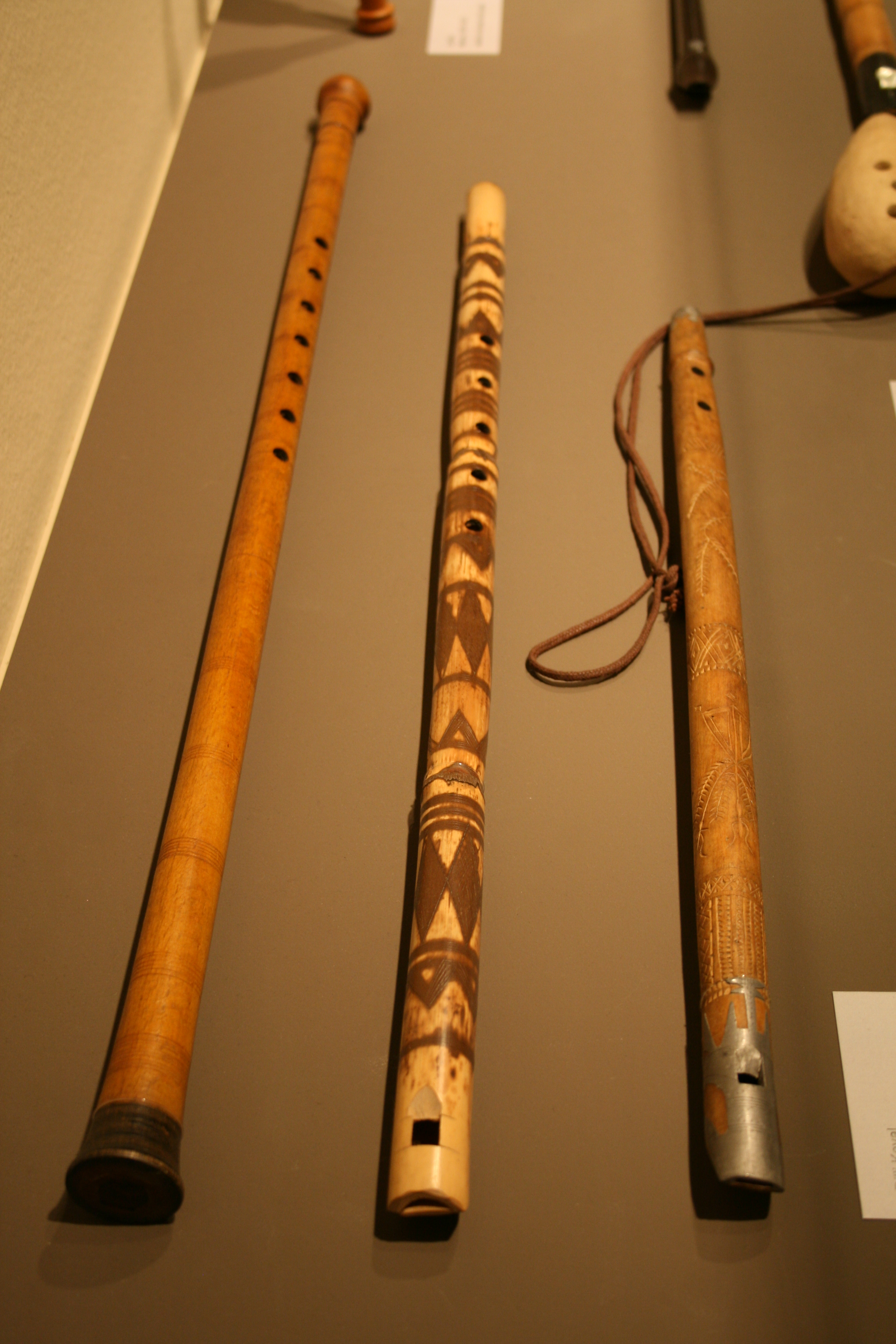
Drei Kerbflöten: links kaval aus der Türkei, Mitte māsūl aus Algerien, rechts flaüta aus Ibiza.

Von asch-schabbāba stammt der Name der altspanischen Kerbflöte ajabeba ab, der im 14. Jahrhundert erwähnt wird und wohl zusammen mit der Flöte durch die arabische Eroberung nach al-Andalus gelangte. Eine ältere, erstmals 1294 erwähnte Schreibweise von ajabeba ist axabeba (oder exabeba). In einer Verszeile der 1348 verfassten Reimchronik Poema de Alfonso Onceno über König Alfons XI. wird die Flöte zur Umschreibung ihrer arabischen Herkunft als „la exabeba morisca“ erwähnt.
Kerbflöten gab es vermutlich bereits im ägyptischen Neuen Reich (um 1550 – um 1070 v. Chr.) und mit großer Wahrscheinlichkeit in der Ptolemäerzeit. Ein Beleg hierfür ist eine in Deir el-Medina gefundene grifflochlose Bambusflöte, deren oberes Ende wie ein Blockflötenmundstück geformt ist. Arabische Reiseschriftsteller des 13. Jahrhunderts erwähnen Schnabelflöten (yarā), die sie in Nordafrika vorfanden. Der andalusische Gelehrte asch-Schakundi († 1231/32 in Córdoba) berichtet, dass Sevilla ein bedeutendes Zentrum für die Herstellung von Musikinstrumenten war und unter anderem Schnabelflöten (yarā) bis in den westlichen Sudan geliefert wurden. Aus dem 13. Jahrhundert stammt auch eine Byzantinische Buchmalerei mit einer der frühesten europäischen Abbildungen einer Kerbflöte, auf der sieben Fingerlöcher zu sehen sind. Ab dem 17. Jahrhundert sind Kerbflöten aus Anatolien bekannt, wo heutige Schäferflöten als kaval und bilûr (bei Kurden), im benachbarten Armenien als blul und im Osten Georgiens als salamuri vorkommen. Zur Hirtenkultur gehörende Kerbflöten sind ebenfalls auf dem Balkan (allgemein kaval, in Bulgarien auch swirka) und in Zentralasien (tulak) beliebt. Curt Sachs vermutet deshalb als Herkunftsregion der Kerbflöte Asien, von wo sie über Nordafrika als arabischer Kultureinfluss auf die Iberische Halbinsel und zugleich über den Balkan nach Westeuropa gelangt sein könnten.
Einige Längsflöten werden auch südlich der arabischen Einflusssphäre in Afrika gespielt, etwa die Kerbflöte enderre in Buganda, die ein Instrument der Hirtenjungen und der Hofmusik ist. Die nai (oder semaa) der ostafrikanischen Swahili verweist namentlich auf einen türkischen oder persischen Einfluss. In Madagaskar wird eine mit der schabbāba namensverwandte Flöte sobaba genannt.

## Bauform und Spielweise
Georg Hjersing Høst, der 1760 bis 1768 dänischer Konsul in der marokkanischen Hafenstadt Essaouira war, kommentiert in seinem Buch Nachrichten von Maroccos und Fes (Kopenhagen 1781) eine Bildtafel, auf der mehrere Musikinstrumente der Mauren dargestellt sind, darunter die kleine Flöte schabbāba:
„Schabéba ist eine kleine Flöte, die ihren Laut von oben ohne Pfropf, und auf die Art, wie eine Queerflöte, aber noch einmal so schwer erhält, sie lautet beynahe wie eine Queerpfeife, aber ein wenig tiefer und noch schärfer.“
Im Nahen Osten und in Afrika überwiegen beidseitig offene Längsflöten, dennoch kommen schabbāba oder māsūl genannte Kerbflöten (Innenspaltflöten) in Nordafrika und anderen Gebieten vor allem bei Beduinen vor. Sie werden von Hirtennomaden und gelegentlich auch solistisch von Frauen zur eigenen Unterhaltung gespielt. Bei Hochzeiten und anderen Familienfeiern begleiten Ensembles mit Kerbflöten eine Gesangsstimme oder einen Chor. Die Kerbflöten bestehen wie die anderen längs geblasenen Flöten meist aus Holz oder Bambus und sind an der Unterseite offen.
Der auf Kerbflöten beschränkte Name māsūl bezeichnete früher allgemein Blasinstrumente. Die māsūl im Nahen Osten können zwischen 10 und 55 Zentimeter lang sein und aus Holz, Rohr oder gebranntem Ton bestehen. Die 10 Zentimeter lange Flöte māsūla mit drei Fingerlöchern aus Ton oder Plastik ist ein Kinderspielzeug. Māsūla, Pfeifen aus Metall, Aprikosenkernen oder als zoomorphe Tonfiguren, heißen bei den Arabern auch sāfira oder sūsāya und bei den Kurden fiqna.

### Jordanien

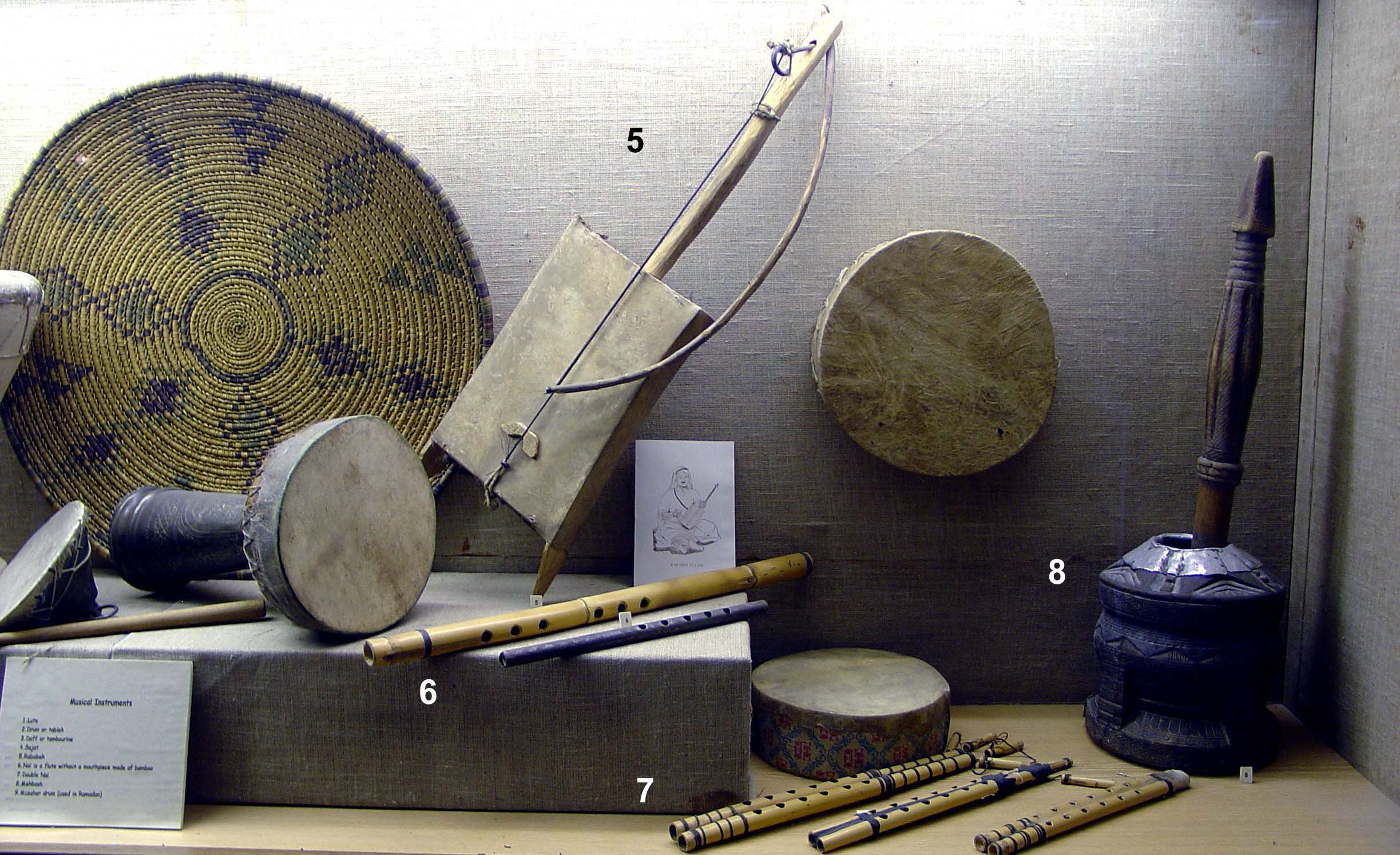
Jordanische Musikinstrumente im Volkskundemuseum in Amman: In der Mitte auf dem Podest eine Rohrflöte mit sechs Fingerlöchern in zwei Gruppen, davor eine kleine Flöte mit fünf Fingerlöchern. Links Bechertrommel tabla, Mitte hinten Kastenhalslaute rabāba, rechts unten drei paarweise verbundene Flöten.

Eine typische offene Längsflöte schabbāba im Nahen Osten besitzt eine etwa 55 Zentimeter lange zylindrische, unten offene Röhre aus Holz (Aprikosenholz), Schilfrohr (Bambus) oder Metall mit sechs (fünf bis sieben) Fingerlöchern und einem Daumenloch an der Unterseite. Aus Mangel an Schilfrohr, das nur an manchen Gewässern gedeiht, wird auch Kunststoff verwendet. Das Größenspektrum bei der schabbāba reicht von einer kurzen Endkantenflöte (ohne Schnabel) in Jordanien mit fünf Fingerlöchern ohne Daumenloch bis zu einer Kerbflöte in Ägypten mit sieben Fingerlöchern und Daumenloch. Eine kurze Metallflöte mit geradem oberen Ende in Jordanien ist 25 Zentimeter lang bei 1,5 Zentimetern Durchmesser und besitzt fünf Fingerlöcher im gleichbleibenden Abstand von zwei Zentimetern. Ihr Tonumfang beträgt zwei Oktaven (d2–d4) mit jeweils sechs Tönen. Die obere Oktave kann durch Überblasen erreicht werden, in der Praxis ermöglicht die Anblastechnik nur eine Oktave. Eine kurze jordanische schabbāba aus Rohr ist 35 Zentimeter lang und besitzt sechs Fingerlöcher und kein Daumenloch. Der Spieler nimmt die Flöte dicht an die Lippen, hält sie etwas schräg nach unten und bläst wie bei der nāy gegen das obere rechtwinklig abgeschnittene und angeschrägte Ende. Eine zweite Methode ist, das Flötenende an einem oberen Eckzahn zu fixieren. Nachteilig ist hierbei, dass ein Teil der Blasluft zurück in den Mundraum des Spielers gelangt.
In Jordanien begleiten schabbāba und die Bechertrommel tabla den Sänger bei Familienfeiern und anderen sozialen Gelegenheiten. Die schabbāba spielt eine Melodie, die anschließend vom Sänger in derselben, einer höheren oder tieferen Tonlage wiederholt wird. Bei Familienfeiern in Jordanien und im gesamten Nahen Osten ist besonders der Tanz Dabke beliebt, der bei fröhlichen Anlässen aufgeführt wird. Im Kreis der Tänzer steht in der Mitte ein männlicher Musiker und spielt die Melodie auf einer schabbāba, ansonsten auf den gedoppelten Einfachrohrblattinstrumenten midschwez oder yarghul. Der musikalische Leiter singt die Verse im Wechsel mit dem Chor der Tänzer, unterbrochen vom Zwischenspiel des Blasinstruments. Die Flöte kann trotz ihres begrenzten Tonvorrats für fast alle jordanischen Volkslieder verwendet werden. Deren einfache Melodien basieren überwiegend auf dem Maqam Bayati; entsprechend dessen Skala ist die schabbāba gestimmt.
Mit schabbāba wird ebenso wie mit dem universalen Wort nāy stets eine schlanke Flöte bezeichnet. Die in der klassischen arabischen Musik verwendete nāy hat einen klareren Ton als das Volksmusikinstrument schabbāba, das möglicherweise deren Vorläufer war. Die schabbāba gehört zur Domäne der Männer, während die klassische nāy der Volkstradition enthoben ist und von Männern und Frauen gespielt wird.

### Ägypten

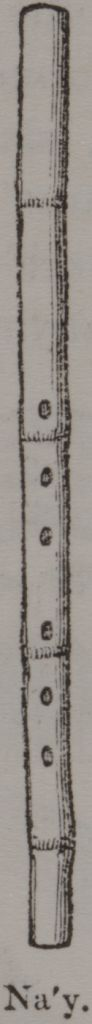

Von den schlanken Flöten wird in Ägypten die ʿuffāta unterschieden, eine kurze offene Längsflöte mit einem großen Durchmesser. Zum Vergleich beträgt bei einer mittelgroßen ägyptischen ʿuffāta von 42 Zentimetern Länge der Durchmesser 18 bis 20 Millimeter und bei einer langen nāy mit 72 Zentimetern Länge 11 bis 13 Millimeter. Die sechs Fingerlöcher der ʿuffāta sind (entsprechend der nebenstehenden Abbildung) in zwei Gruppen zu je drei Fingerlöchern angeordnet. Schabbāba und ʿuffāta haben in Ägypten die Herkunft aus dem ländlichen Bereich gemein und beide werden zur Liedbegleitung und mit anderen Flöten unterschiedlicher Länge in kleinen Ensembles auf den Dörfern gespielt. Eine ägyptische Rohrkerbflöte (māsūl) aus dem 19. Jahrhundert ist 26 Zentimeter lang und hat einen Durchmesser von 2,3 Zentimetern.
In Ägypten setzt sich ein typisches und in der Volksmusik altbekanntes Flötenensemble aus zwei langen Flöten (ʿuffāta), einer halb so langen Flöte (sibs) und zwei zweifelligen Zylindertrommeln (tabl baladī) zusammen. Als regionale Varianten spielen im Nildelta ein oder zwei Flöten (hier salāmīya) mit einer Doppelklarinette (arghūl) oder Flöten und die Rahmentrommel tār in Verbindung mit Händeklatschen zur Gesangsbegleitung zusammen. Zu den ein bis drei Flöten der Begleitensembles im Niltal gehört stets eine kleine sibs. Weitere Trommeln in diesen Ensembles sind die Rahmentrommel riq und die Bechertrommel darbuka. Flöten können auch im Ritualensemble beim ägyptischen zār-Kult gespielt werden, bei dem ansonsten die Leier tanbura von zentraler Bedeutung ist. Die Namen der Flöten werden allgemein unterschiedlich angegeben. Neben den genannten Namen wird auch die unspezifische Bezeichnung nāy verwendet. Regional bezeichnen manche Ägypter entweder alle Längsflöten ohne Daumenloch oder nur hoch tönende Flöten als suffāra und die Kerbflöten als schabbāba. Gelegentlich werden Flöten, die eine Oktave höher als die suffāra oder salāmīya klingen, kawal genannt. Salāmīya kann auch wie ʿuffāta Flöten bezeichnen, deren Fingerlöcher in zwei Gruppen mit einem größeren Abstand dazwischen aufgeteilt sind. Demgegenüber besitzen die ʿuqla und zafāfa genannten Flöten gleichmäßig angeordnete Fingerlöcher. Es sind in Ägypten auch Kerbflöten aus Rohr ohne Fingerlöcher bekannt, die ursprünglich wohl bei Ritualen verwendet wurden und heute als Kinderspielzeug dienen.

### Maghreb

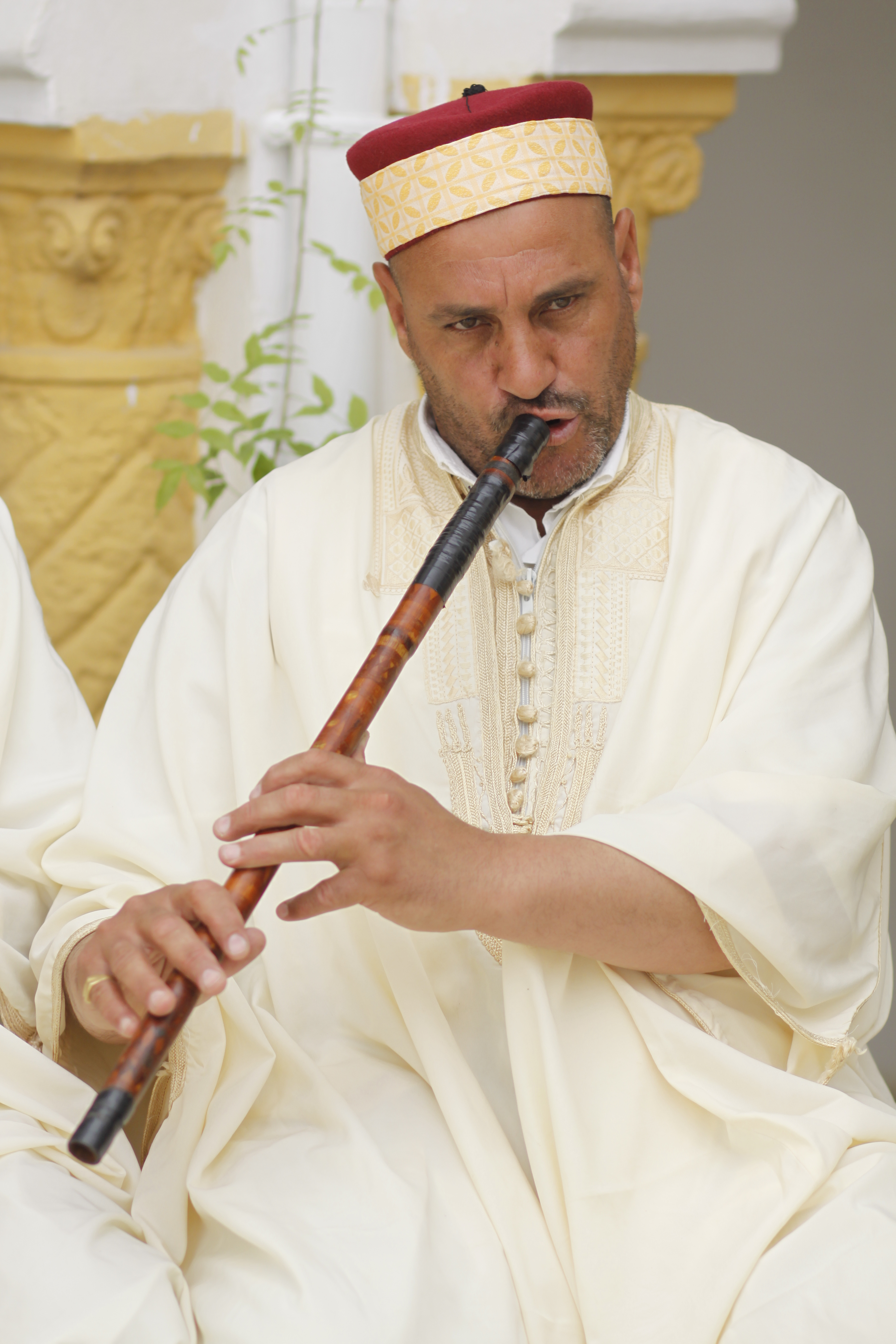
Im Maghreb gespielte gasba

Dem offenen Längsflötentyp schabbāba entspricht in Form und Spielweise im Maghreb die gasba (hocharabisch qasāba). Die Kombination aus gasba und der Rahmentrommel bendir ist neben der Kombination aus der Kegeloboe ghaita (oder zurna) und der Zylindertrommel t'bol sowie der Kastenhalslaute gimbri mit anderen Instrumenten eines der drei traditionellen Ensembles, mit denen Berber ihre Lieder begleiten. Das Zusammenspiel der Kerbflöte yarā mit der Rahmentrommel duff oder der Endkantenflöte nāy mit der Rahmentrommel mizhar schildert bereits ein Vers des vorislamischen arabischen Dichters al-Aʿschā Maimūn (um 570 – um 629).

## Religiöse Musik der Jesiden
Zur Religionsausübung der Jesiden gehört bei bestimmten Gelegenheit der musikalische Vortrag einer qawl (vgl. qawwali) genannten Gedichtform, die ein Teil des überlieferten religiösen Wissens darstellt. Die qawl werden von professionellen Rezitatoren (qawwāl, qewwal) vorgetragen, die ihre Tradition mündlich innerhalb der Familie weitergeben. Die auf Kurmandschi verfassten Hymnen bestehen aus durchschnittlich 20 bis 60 Versen, die üblicherweise einen Endreim besitzen. Das längste Gedicht enthält 117 Verse. Ein Qawwāl beherrscht eine gewisse Anzahl dieser Gedichte und die jeweils dazugehörende Melodie (kubrí). In den qawl werden Mythen zur Entstehung der Gemeinschaft, die Kosmogonie, religiöse und weltanschauliche Themen überliefert. Den Vortrag der Hymnen begleiten die als heilig geltende Flöte schebāb und die Rahmentrommel duff.
Entsprechend gehört die Rohrflöte ney in der Türkei zum Ritual des sufischen Mevlevi-Ordens. Die sakrale Bedeutung der Rohrflöte hat in Anatolien eine bis in die Antike zurückreichende Tradition, als der Flötenspieler die Aufgabe hatte, mit einem gesprochenen Vortrag und seiner Flöte in einer Epiklese die Götter anzurufen. Die Verehrung der beiden Musikinstrumente bei den Jesiden reicht offensichtlich ebenfalls bis in vorislamische Zeit zurück.
Die Gemeinschaft der Jesiden ist in drei religiöse Hauptgruppen gegliedert: Laien (Murīd) sowie die religiösen Führungsklassen Scheich und Pīr. Die Qawwāls bilden eine von den dreien gesonderte Erbkaste, der das Spiel auf den heiligen Instrumenten schebāb und duff obliegt. Sie stammen aus den beiden Kleinstädten Baschiqa und Bahzani im Nordirak, in denen die jesidischen Einwohner nicht Kurmandschi, sondern einen arabischen Dialekt sprechen. Zur religiösen Ausbildung der Qawwāls, die nicht jedes Mitglied dieser Gruppe absolviert hat, gehört, eine gewisse Anzahl der religiösen Texte auswendig zu können, das Training einer möglichst kräftigen Stimme und das Spiel der beiden Musikinstrumente. Dadurch werden die Qawwāls zu Bewahrern der religiösen Tradition, die sie weitergeben, wenn sie über Land ziehen und Zeremonien durchführen. In den 1960er Jahren begann die Institutionalisierung der Ausbildung in Schulen.
Gelegenheiten, bei denen Qawwāls die religiösen Texte für die jesidische Allgemeinbevölkerung vortragen, sind das Neujahrsfest Çarşema Sor und das religiöse Fest Tawusgerran (tāwūs-gērrān, „Zirkulation des Pfauen“), bei dem Jesiden Pfauenfiguren aus Metall als Bildnisse (sanjaq, sancak, religiöse Insigne)  des verehrten Melek Taus in den Dörfern aufstellen. Tawusgerran ist das religiöse Hauptfest in den jesidischen Dörfern. Die sieben existierenden sanjaq sind die wesentlichen Kultobjekte im Jesidentum. Von den beim Tawusgerran gezeigten sanjaq versprechen sich die Gläubigen göttlichen Beistand. Zugleich bietet die Veranstaltung eine notwendige Begegnungsmöglichkeit für die verstreut lebenden Dörfler. Während der Ausstellung eines sanjaq trägt zunächst der oberste Qawwāl eine Hymne vor, danach rezitieren von Flöte und Rahmentrommel begleitet weitere Qawwāls Hymnen. Die Gläubigen treten währenddessen an die Pfauenfigur heran, küssen sie und spenden einen Geldbetrag. Nicht-Jesiden dürfen traditionell an dem Fest nicht teilnehmen. Grenzziehungen, politische Probleme in der Region und schließlich die Sicherheitslage im Irak haben im Verlauf des 20. Jahrhunderts dafür gesorgt, dass die irakischen Qawwāls nicht mehr in die Nachbarländer reisen können und somit das Tawusgerran kaum noch durchgeführt werden kann.